# Robert Donington
Robert Donington (* 20. Januar 1907 in Leeds; † 1990 in Firle, East Sussex) war ein englischer Musikwissenschaftler und Gambist.
Donington studierte in Oxford am Queen’s College. Seine Lehrer waren Arnold Dolmetsch und Egon Wellesz. 1935 bis 1938 gab er als Sekretär der Dolmetsch Foundation die Zeitschrift The Consort heraus.  1935 bis 1939 war er Mitglied des English Consort of Viols. 1955 gründete er das Donington Consort. Doningtons Forschungsschwerpunkte lagen in der Aufführungspraxis der Alten Musik und in der Musik Richard Wagners.

## Veröffentlichungen (Auswahl)
- The Work and Ideas of Arnold Dolmetsch. Haslemere 1932
- A Practical Method for the Recorder.  Oxford 1932 (mit E. Hunt)
- The Instruments of Music. London 1949, 3. erweiterte Auflage 1970
- Tempo and Rhythm in Bach's Organ Music. London 1960
- The Interpretation of Early Music. London 1963, 3. überarbeitete Auflage 1974
- Wagner's „Ring“ and its Symbols. London 1963
- The Rise of Opera. 1981
- Baroque Music: Style and Performance, a Handbook. 1982